# 林振賢
林振賢（1960年9月2日—），台灣棒球選手，曾效力於中華職棒三商虎、台灣大聯盟年代雷公，守備位置為外野手，曾擔任樂天桃猿一軍首席教練，現為台鋼雄鷹二軍總教練。

## 經歷
- 高雄市河濱國小少棒隊（立德少棒隊）
- 屏東縣美和中學青少棒隊
- 屏東縣美和中學青棒隊
- 台北縣輔仁大學棒球隊（葡萄王）
- 陸光棒球隊
- 榮工棒球隊
- 三商行棒球隊
- 中華職棒三商虎（1990年－1994年）
- 台灣大聯盟生活雷公（年代雷公）（1997年）
- 台灣大聯盟年代雷公教練（1998年－2000年）
- 高雄縣高苑工商青棒隊教練
- 中華職棒La New熊跑壘教練（2004年—2009年10月17日）
- 中華職棒La New熊一軍兼任外野教練（2004年—2010年）
- 中華職棒La New熊一軍首席教練（2004年—2010年）
- 中華職棒Lamigo桃猿一軍兼任外野教練（2011年—2018年）
- 中華職棒Lamigo桃猿一軍首席教練（2011年—2018年）
- 中華職棒Lamigo桃猿二軍總教練（2018年1月－2019年12月29日）
- 中華職棒樂天桃猿一軍外野教練（2019年12月29日—2020年12月31日）
- 中華職棒樂天桃猿一軍首席教練（2021年）
- 中華職棒台鋼雄鷹統籌教練（2022年－2023年）
- 中華職棒台鋼雄鷹二軍總教練(2024年—)

## 職棒生涯記錄

### 中華職棒
| 年度   | 球隊   | 出賽 | 打數 | 安打 | 全壘打 | 打點 | 盜壘 | 四死 | 三振 | 壘打數 | 雙殺打 | 打擊率 | 上壘率 | 長打率 | OPS   |
| ------ | ------ | ---- | ---- | ---- | ------ | ---- | ---- | ---- | ---- | ------ | ------ | ------ | ------ | ------ | ----- |
| 1990年 | 三商虎 | 85   | 249  | 58   | 1      | 21   | 4    | 14   | 26   | 75     | 3      | 0.233  | 0.275  | 0.301  | 0.576 |
| 1991年 | 三商虎 | 71   | 198  | 47   | 0      | 12   | 12   | 13   | 22   | 52     | 6      | 0.237  | 0.296  | 0.263  | 0.559 |
| 1992年 | 三商虎 | 62   | 123  | 29   | 0      | 9    | 3    | 15   | 15   | 38     | 3      | 0.236  | 0.319  | 0.309  | 0.628 |
| 1993年 | 三商虎 | 57   | 132  | 28   | 1      | 16   | 1    | 10   | 17   | 35     | 1      | 0.212  | 0.268  | 0.265  | 0.533 |
| 1994年 | 三商虎 | 53   | 102  | 21   | 0      | 8    | 1    | 7    | 17   | 23     | 4      | 0.206  | 0.270  | 0.225  | 0.495 |
| 合計   | 5年    | 328  | 804  | 183  | 2      | 66   | 21   | 59   | 97   | 223    | 17     | 0.228  | 0.286  | 0.277  | 0.563 |

## 特殊事蹟
- 1991年3月31日及4月4日中華職棒例行賽中連續6打席均擊出安打，對手均為統一獅隊。
- 1999年台灣大聯盟全壘打大賽當中擔任將軍（Corey Powell）的餵球投手，將軍也獲得了台灣大聯盟唯一一次的全壘打大賽冠軍。
- 2011年中華職棒全壘打大賽冠軍鐘承佑之餵球投手
- 於2012年再度擔任鐘承佑之餵球投手，達成全壘打大賽冠軍二連霸。[1]

## 外部連結
- 林振賢在台灣棒球維基館上的頁面（繁體中文）
- 球員資訊和成績在中華職棒官網（中文）